# Stipa plumosa
Stipa plumosa är en gräsart som beskrevs av Carl Bernhard von Trinius. Stipa plumosa ingår i släktet fjädergrässläktet, och familjen gräs. Inga underarter finns listade i Catalogue of Life.